# Kayabaşı, Şavşat
Kayabaşı là một xã thuộc huyện Şavşat, tỉnh Artvin, Thổ Nhĩ Kỳ. Dân số thời điểm năm 2010 là 19 người.